# John Hargreaves (cầu thủ bóng đá)
John Hargreaves (13 tháng 12 năm 1860 – 13 tháng 1 năm 1903) là một cầu thủ bóng đá người Anh, từng thi đấu ở vị trí tiền vệ chạy cánh.

## Sự nghiệp
Sinh ra ở Blackburn, Hargreaves học tại Malvern College nơi ông bắt đầu chơi bóng. Ông thi đấu cho Blackburn Rovers từ năm 1878 đến năm 1884 có mặt trong chiến thắng Cúp FA năm 1884 cũng như giành vị trí á quân ở chung kết năm 1882. Ông có 2 lần khoác áo đội tuyển Anh  năm 1881. Anh thua cả hai trận.
Ông làm cố vấn pháp luật từ năm 1884. Anh trai của ông là cầu thủ người Anh và Blackburn Rovers Fred Hargreaves.